# Bałwochwalstwo

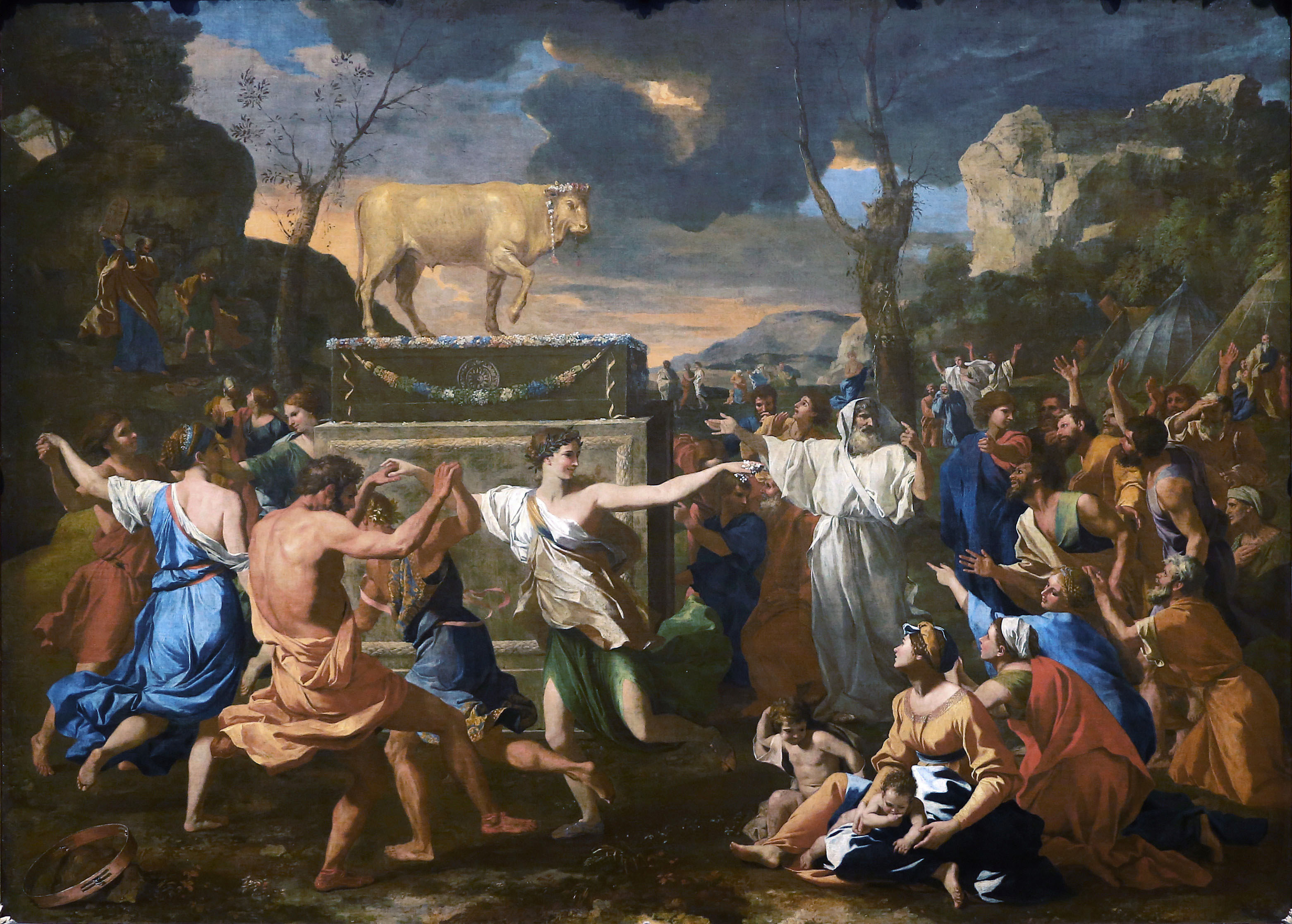
„Adoracja Złotego cielca”, Nicolas Poussin

Bałwochwalstwo, idolatria (gr. eidolon „obraz, posąg”, latreia „kult”) – grzech w religiach abrahamowych, polegający w podstawowym znaczeniu na oddawaniu czci wizerunkom bogów czy bóstw – bałwanom, idolom.
W szerszym znaczeniu bałwochwalstwem może być także np. przywiązywanie nadmiernej wagi do spraw doczesnych kosztem Boga.

## W Starym Testamencie
Mimo iż starożytny Wschód odznaczał się tolerancją dla różnorodnych bóstw i wierzeń, Izraelici zawsze podkreślali wyłączność swego Boga – Jahwe. W Starym Testamencie pierwsze przykazanie dekalogu (Wj 20, 3; Pwt 5,7) zabrania oddawania czci innym bogom niż Jahwe (Jr 7, 18). Sposobem przeciwdziałania bałwochwalstwu był zakaz sporządzania wyobrażeń i posągów (Wj 20, 4-5; 20,23; Pwt 27,15). Walka z kultem obcych bogów toczyła się w okresie wędrówki do ziemi Kanaan (Lb 25, 2-3), a także na zgromadzeniu w Sychem po zakończeniu pierwszych podbojów (Joz 24, 2-3, 19-24). Z czasem konflikt między kultem Baalów a Jahwe nasilał się (Sdz 6, 25-32). Bałwochwalstwo było potępiane przez proroków, którzy wykazywali nicość obcych bóstw i przypominali warunki Przymierza, które zakazywały czczenia idoli.

## W Nowym Testamencie
W Nowym Testamencie bałwochwalstwo jest również wielokrotnie potępiane. Istnienie innych bóstw jest negowane (1 Kor 8,4; Ga 4,8), a oddawanie im czci jest w istocie kultem demonów (1 Kor 10, 19-21). W listach apostoła Pawła pojęcie bałwochwalstwa jest poszerzone i obejmuje np. także chciwość (Kol 3,5; Ef 5,5) rozumianą jako kult pieniądza, traktowanego jak bożek - przedmiot kultu, któremu ludzie służą niczym Bogu najwyższemu. Przedmiotem bałwochwalczej żądzy może być również władza (Ap 13,8) czy rozkosze życiowe (Tt 3,3). Wystrzeganie się bałwochwalstwa (idolatrii) jest koniecznym warunkiem zbawienia (1 Kor 10, 14; 2 Kor 6, 16; Ga 5,20; 1 J 5, 21; Ap 21, 8; 22,15).

## W islamie
Islam uznaje szirk (oddawanie czci komuś innemu niż Allah) za największy grzech, który nie może zostać wybaczony.